# Predsednik vlade Ruske federacije
Predsednik vlade Ruske federacije (rusko: Председатель Правительства Российской Федерации) je vodja ruske vlade in druga najmočnejša oseba v Ruski federaciji. Uradno rezidenco ima v Gorki-9 v okrožju Odintsovski v Moskovski regiji, delovna rezidenca pa je ruska Bela hiša v Moskvi. V skladu s členom 24 Zveznega ustavnega zakona "O vladi Ruske federacije" predsednik vlade "vodi Vlado Ruske federacije ". Čeprav ta položaj izvira iz leta 1905, je bil predsednik vlade v sedanji obliki ustanovljen 12. decembra 1993.
Zaradi osrednje vloge predsednika Rusije v političnem sistemu je za delovanje izvršilne veje oblasti (vključno s predsednikom vlade) pomemben vodja države (na primer predsednik je tisti, ki imenuje in razrešuje predsednika vlade) in drugi člani vlade; predsednik lahko vodi seje kabineta in daje ukaze predsedniku vlade in drugim članom vlade (predsednik lahko tudi razveljavi kateri koli akt vlade). Uporaba izraza premier je strogo neformalna in ga ruska ustava ali zakoni nikoli ne uporabljajo.

## Naloge in pristojnosti
Na splošno predsednik vlade opravlja bolj upravno vlogo, imenuje člane vlade in prevzame vodilno vlogo pri polnem izvajanju notranje in zunanje politike, kot jo je oblikoval predsednik države. V skladu z zveznim ustavnim zakonom "O vladi Ruske federacije" predsednik vlade opravlja naslednje naloge:
- določa prioritete delovanja vlade in organizira njeno delo v skladu z ustavo, zveznimi ustavnimi zakoni, zveznimi zakoni in predsedniškimi odloki, poleg vodenja vsakodnevnih zadev vlade nasploh.
- predsedniku predlaga strukture in funkcije osrednjih institucij izvršilne oblasti (npr. ministrstev in zveznih agencij); [2]
- imenuje podpredsednike vlade, zvezne ministre in druge uradnike ter jih predstavi predsedniku;
- predsedniku predlaga kazni in nagrade članom vlade;
- zastopa vlado kot institucijo v zunanjih odnosih in znotraj države;
- vodi seje vlade in njenega predsedstva, kjer ima odločilni glas;
- podpisuje akte vlade;
- letno poroča državni dumi o dejavnosti vlade;
- razdeli naloge med člane vlade;
- sistematično obvešča predsednika o delovanju vlade;

Predsednik vlade ima po uradni dolžnosti kot član mesto v naslednjih sestavih:
- Varnostni svet Ruske federacije;
- Svet predsednikov vlad Commonwealtha neodvisnih držav;
- Vrhovni državni svet Zvezne države Rusije in Belorusije;
- Svet voditeljev vlad Šanghajske organizacije za sodelovanje;
- Meddržavni svet Evrazijske gospodarske skupnosti (EurAsEC);

## Glasovanja o predsednikih vlade
| Kandidat           | Datum              | Število glasovalcev | DA             | DA             | NE             | Vzdržani       | Niso glasovali | Rezultat       |
| Vrhovni Sovjet     | Vrhovni Sovjet     | Vrhovni Sovjet      | Vrhovni Sovjet | Vrhovni Sovjet | Vrhovni Sovjet | Vrhovni Sovjet | Vrhovni Sovjet | Vrhovni Sovjet |
| ------------------ | ------------------ | ------------------- | -------------- | -------------- | -------------- | -------------- | -------------- | -------------- |
| Jegor Gajdar       | 9. december 1922   | 1040                | 467            | 44.9%          | 486            | 26             | 61             | Ni potrjen     |
| Viktor Černomirdin | 14. december 1992  | 1040                | 721            | 69.3%          | 172            | 48             | 1              | Potrjen        |
| Državna Duma       |                    |                     |                |                |                |                |                |                |
| Viktor Černomirdin | 10. avgust 1996    | 443                 | 314            | 70.9%          | 85             | 3              | 48             | Potrjen        |
| Sergej Kirienko    | 10. april 1998     | 443                 | 143            | 32.3%          | 186            | 5              | 116            | Ni potrjen     |
| Sergej Kirienko    | 17. april 1998     | 443                 | 115            | 25.9%          | 271            | 11             | 153            | Ni potrjen     |
| Sergej Kirienko    | 24. april 1998     | 443                 | 251            | 56.7%          | 25             | 39             | 135            | Potrjen        |
|                    | 31. avgust 1998    | 443                 | 94             | 21.2%          | 253            | 0              | 98             | Ni potrjen     |
| 7. september 1998  | 443                | 138                 | 31.2%          | 273            | 1              | 32             | Ni potrjen     |                |
| Jevgenij Primakov  | 11. september 1998 | 443                 | 317            | 71.6%          | 63             | 15             | 49             | Potrjen        |
| Sergei Stepašin    | 19. maj 1999       | 443                 | 301            | 67.9%          | 55             | 14             | 70             | Potrjen        |
| Vladimir Putin     | 16. avgust, 1999   | 443                 | 233            | 52.6%          | 84             | 17             | 105            | Potrjen        |
| Mikhail Kasjanov   | 17. maj 2000       | 441                 | 325            | 72,7%          | 55             | 15             | 52             | Potrjen        |
| Mikhail Fradkov    | 5. marec 2004      | 445                 | 352            | 79,1%          | 58             | 24             | 13             | Potrjen        |
| Mikhail Fradkov    | 12. maj 2004       | 445                 | 356            | 80%            | 72             | 8              | 11             | Potrjen        |
| Viktor Zubkov      | 14. september 2007 | 445                 | 381            | 85,6%          | 47             | 8              | 9              | Potrjen        |
| Vladimir Putin     | 8. maj 2008        | 450                 | 392            | 87,1%          | 56             | 0              | 0              | Potrjen        |
| Dimitrij Medvedjev | 8. maj 2012        | 450                 | 299            | 66,4%          | 144            | 0              | 0              | Potrjen        |
| Dimitrij Medvedjev | 8. maj 2018        | 446                 | 374            | 83,9%          | 56             | 0              | 14             | Potrjen        |
| Mikhail Mišustin   | 16. januar 2020    | 449                 | 383            | 85,1 %         | 0              | 41             | 25             | Potrjen        |

## Odstranitev iz službe
Predsednik države lahko predsednika vlade kadar koli razreši. Predsednik vlade lahko predsedniku poda odstop tudi na lastno pobudo. Predsednik lahko tak odstop zavrne in vlado zaveže k nadaljnjemu delu. Predsednik vlade in celotna vlada sta po inavguraciji novoizvoljenega predsednika ustavno dolžna odstopiti. Hkrati ima predsednik pravico, da razreši celotno vlado skupaj s predsednikom vlade ali samo predsednika vlade, pri čemer obdrži vlado.
V določenih okoliščinah je predsednik lahko tudi teoretično prisiljen razrešiti predsednika in celotno vlado pod pritiskom državne dume. Da bi se to zgodilo, mora Državna duma vladi nezaupnico izreči dvakrat v treh mesecih. Običajno ima v tem primeru predsednik pravico izbrati, ali bo razrešil vlado ali razpustil Dumo (in če Duma samo enkrat sprejme nezaupnico, se lahko predsednik odloči tudi, da se "ne strinja" z odločitvijo Dume, kar tehnično pomeni, da niti vlada niti Duma nista razrešena).
Vendar pa je v enem letu po parlamentarnih volitvah razpustitev Državne dume iz teh razlogov nemogoča. Zato predsednik v tem primeru nima druge možnosti, kot da razreši vlado (četudi jo popolnoma podpira).

## Nasledstvo predsednika
V primeru smrti, odstopa ali obtožbe predsednika vlade postane predsednik vlade začasni predsednik, in sicer do novih predsedniških volitev, ki morajo biti v treh mesecih. Predsednik vlade kot vršilec dolžnosti predsednika ne sme razpustiti državne dume, razpisati referenduma ali predlagati spremembo ustave.
Položaj predsednika Sveta federacije je tretji najpomembnejši položaj za predsednikom in predsednikom vlade. V primeru nesposobnosti predsednika in premierja predsednik zgornjega doma parlamenta postane vršilec dolžnosti vodje države.